# ألونزو كليمونز
ألونزو كليمونز (بالإنجليزية: Alonzo Clemons)‏ هو نحات أمريكي، ولد في 1958.

## وصلات خارجية
- ألونزو كليمونز على موقع IMDb (الإنجليزية)